# Schönberg (Saxe)
Pour les articles homonymes, voir Schönberg.
Schönberg  est une commune de Saxe (Allemagne), située dans l'arrondissement de Zwickau, dans le district de Chemnitz.